# لويس فيرن
لويس فيكتور جول فيرن (بالفرنسية: Louis Vierne)‏ عازف اورغن ومؤلف موسيقي فرنسي. ولد في 8 تشرين الأول 1870 في بواتييه, وتوفي في 2 حزيران 1937 في باريس.

## روابط خارجية
- لويس فيرن على موقع الموسوعة البريطانية (الإنجليزية)
- لويس فيرن على موقع ميوزك برينز (الإنجليزية)
- لويس فيرن على موقع أول ميوزيك (الإنجليزية)
- لويس فيرن على موقع ديسكوغز (الإنجليزية)